# Борк Христофор
Христофор Борк (Borck, 1832—1916) — прусський музикант, тромбоніст, тубіст та виконавець на ударних. Німець. У 29 років емігрував до Російської імперії, де став музикантом Імператорських театрів.
Викладав у Московській державній консерваторії тромбон, тубу, литаври та ударні (1875—1916). 1883 — професор МДК.
Вчитель відомого російського музиканта-ударника Калиника Купинського.